# Celulă electrică de medie tensiune
Celulele electrice de medie tensiune în carcasa metalică, de interior, închise, cu un sistem simplu de bare, cu izolația în aer, sunt ansambluri modulare de aparataj electric, pentru curent alternativ, utilizate în rețelele de medie tensiune, care reprezintă în actuala perioadă soluția optimă în distribuția electrică primară și secundară. Acest tip de celule electrice sunt larg utilizate în sistemul energetic, atât pe partea de producere a energiei electrice, cât și pe partea de distribuție, puncte de conexiune și puncte de alimentare, cât și pentru distribuția secundară pentru partea de medie tensiune a posturilor de transformare MT/JT, precum și în rețelele industriale sau de mari consumatori individuali.